# Peperomia hispiduliformis
Peperomia hispiduliformis är en pepparväxtart som beskrevs av Trel. apud Moldenke. Peperomia hispiduliformis ingår i släktet peperomior, och familjen pepparväxter. Utöver nominatformen finns också underarten P. h. ciliosa.